# 梅克蘭肩鰓䲁
梅克蘭肩鰓䲁（學名：Omobranchus mekranensis），為輻鰭魚綱鳚形目䲁科肩鰓䲁屬的一種，被IUCN列為易危保育類動物，分布於西印度洋阿曼灣、波斯灣及巴基斯坦海域，體長可達6公分，棲息在沿岸淺水域，雌魚產附著性卵，雄魚有護卵行為，幼魚為浮游性，生活習性不明。